# János Damjanich

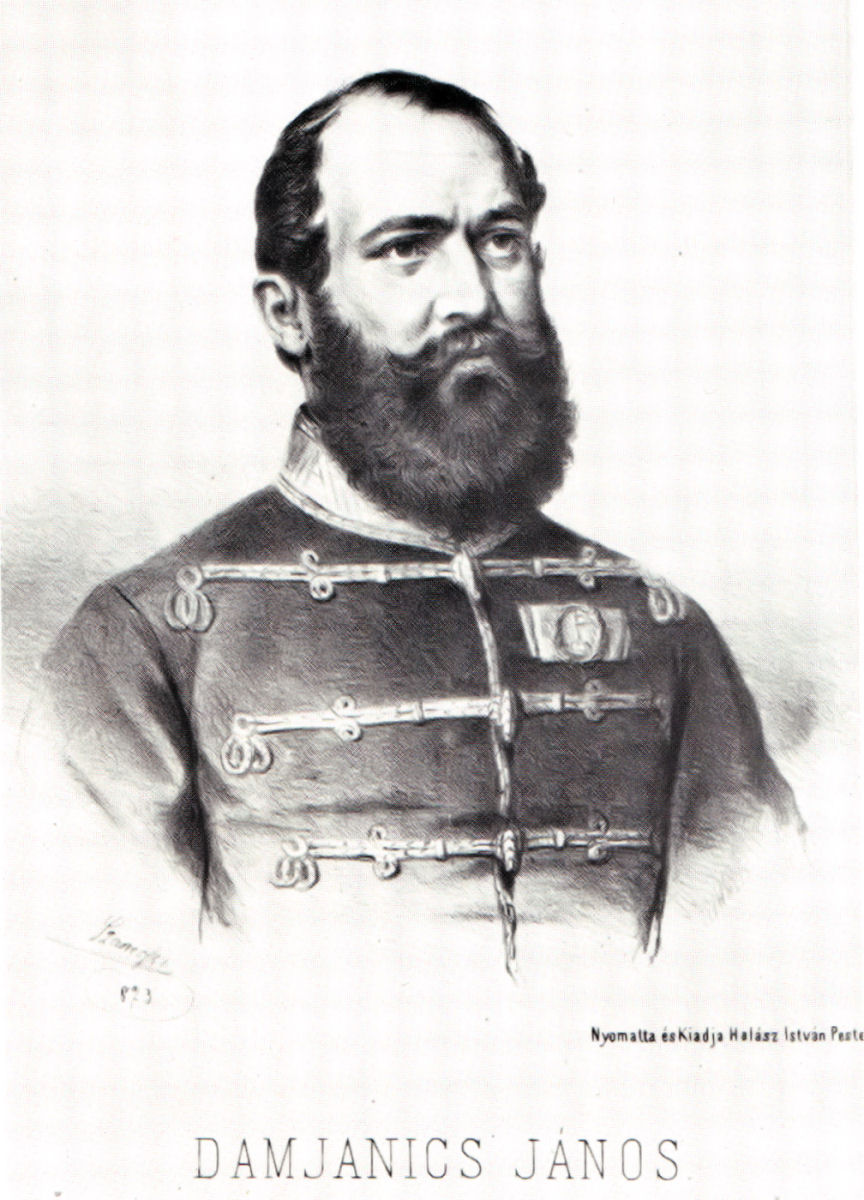
János Damjanich

János Damjanich [ˈjaːnoʃ ˈdɒmjɒniʧ] (auch Johann Damjanics; * 1804 in Staza, Kroatische Militärgrenze; † 6. Oktober 1849 in Arad) war ein ungarischer General im Revolutionskrieg gegen die Habsburger.
Er war serbischer Herkunft und nur unzureichend gebildet, trat in ein Grenzregiment ein und wurde erst mit 40 Jahren Hauptmann. Er trat 1848 mit Lajos Kossuth in Kontakt und versuchte noch vor Beginn des Unabhängigkeitskrieges die Grenzregimenter zu gewinnen. Er organisierte im Mai nach Ausbruch der Unruhen in der Batschka und im Banat ein Bataillon mobilisierter Nationalgarde, die sogenannten „Rotkäppler“ und zeichnete sich an der Spitze desselben bei den Kämpfen gegen die Serben mehrmals aus. Kossuth schickte ihn nach Szegedin, wo er ein Honvédbataillon übernahm und bald zum Oberst aufstieg. Er kämpfte auf dem südlichen Kriegsschauplatz und erreichte die Siege bei Lagerndorf (9. November) und Alibunar (17. Dezember).
Am 20. Dezember 1848 wurde er zum Brigadier ernannt und am 16. Januar 1849 zum Führer der ungarischen Streitkräfte im Banat ernannt. Am 9. Februar 1849 unterstützte er General Józef Bem in der Schlacht bei Piski, nach der Siebenbürgen wieder besetzt werden konnte. Nach dem Angriff des Feldmarschalls Windisch-Graetz wurde er zur Deckung der Theiß abkommandiert und führte im März den Überfall von Szolnok aus, worauf er zum General befördert wurde. Am 4. April führte Damjanich den erfolgreichen Angriff in der Schlacht von Tápióbicske durch, bewährte sich mit seinen Truppen am 6. April bei Isaszeg und führte am 10. April die Erstürmung von Waitzen durch. Am 19. April schlug er das österreichische IV. Korps (Wohlgemuth) bei Nagy-Sallo und in der Schlacht bei Komorn zusammen mit Klapka die Truppen des Generals Franz von Schlick, wodurch die Festung Komorn gehalten werden konnte. In der Schlacht vom 26. April, die den Rückzug der Österreicher zur Folge hatte, focht er unter dem Oberbefehl von General Artúr Görgei. Beim Einzug in Komorn brach er sich das Bein, übernahm nach seiner Genesung in Arad den Befehl, musste sich aber nach der Niederlage von Világos den Russen ergeben, wurde an die Österreicher ausgeliefert und starb in Arad mit zwölf anderen ungarischen Generalen am Galgen.